# يوم ذي الجماجم
يوم ذي جماجم هو أحد أيام العرب في الجاهلية، دارت فيه معركة بين قبيلة هذيل من جهة وقبيلة عدوان وقبيلة فهم من جهة أخرى، في موضع يُعرف ذي الجماجم قرب وادي عريفطان جنوب المدينة المنورة. وقام السمع بن جابر بجمع صعاليك من فهم وعدوان وقام بأخذ ثار أخيه عمرو بن جابر من بني عتير من هذيل.

## سبب اليوم
ذكروا أنه لما انصرف الناس عن المستغلّ وهي سوق كانت العرب تجتمع بها، قال عمرو بن جابر بن سفيان أخو تأبط شرّا لمن حضر من قومه: لا واللات والعزّى لا أرجع حتى أغير على بني عتير من هذيل، ومعه رجلان من قومه هو ثالثهما، فأطردوا إبلا لبني عتير فأتبعهم أرباب الإبل، فقال عمرو: أنا كارّ على القوم ومنهنهم عنكما، فامضيا بالإبل. فكرّ عليهم فنهنهم طويلا، فجرح في القوم رئيسا، ورماه رجل من بني عتير بسهم فقتله، فقالت بنو عتير: هذا عمرو بن جابر، ما تصنعون أن تلحقوا بأصحابه؟ أبعدها اللّه من إبل، فإنا نخشى أن نلحقهم فيقتل القوم منا، فيكونوا قد أخذوا الثّأر، فرجعوا ولم يجاوزوه. وكانوا يظنّون أن معه أناسا كثيرا، فقال تأبّط لمّا بلغه قتل أخيه:
فأجابه حذيفة بن أنس الهذلي.

## خبر اليوم
ثم أن السّمع بن جابر أخا تأبّط شرّا خرج في صعاليك من قومه يريد الغارة على بني عتير ليثأر بأخيه عمرو بن جابر، حتى إذا كان ببلاد هذيل لقي راعيا لهم، فسأله عنهم، فأخبره بأهل بيت من عتير كثير مالهم، فبيّتهم، فلم يفلت منهم مخبر، واستاقوا أموالهم، فقال في ذلك السّمع بن جابر: